# Syncytin
Syncytin ist ein fusogenes Protein, welches bei Menschen und anderen Primaten vorkommt, die Fusion von Zellmembranen vermittelt und bei der Entwicklung der Plazenta eine entscheidende Rolle spielt. Es wurden bislang zwei verwandte Proteine beschrieben, Syncytin-1 und Syncytin-2.
Es wird vermutet, dass die entsprechenden Gene Relikte von Retroviren sind. Syncytin-1 wurde vor mehr als 25 Millionen Jahren in das Erbgut des gemeinsamen Vorfahrens des Menschen, der Menschenartigen und der Altweltaffen integriert. Neuweltaffen verfügen hingegen nicht über Syncytin-1. Syncytin-2 ist mit 45 Millionen Jahren älter und kommt bei allen Primaten vor. Damit sind die Syncytin-Gene von Bedeutung für die Paläovirologie, die Erforschung längst ausgestorbener Viren.
Retrovirale env-Gene, welche die Rolle von Syncytin übernehmen, wurden mittlerweile in allen höheren Säugetieren (Placentalia) und auch in Beuteltieren (Marsupialia) gefunden. Ebenso verfügen die lebendgebärenden Echsen der Gattung Mabuya, die den Skinken angehören, über ein retrovirales Gen mit der Funktion des Syncytins.

## Weiterführende Literatur
- Pötgens, Drewlo, Kokozidou & Kaufmann: Syncytin: the major regulator of trophoblast fusion? Recent developments and hypotheses on its action. In: Human Reproduction Update. Band 10, Nr. 6, 1. Dezember 2004, S. 487–496, doi:10.1093/humupd/dmh039.